# Carolina Rosi

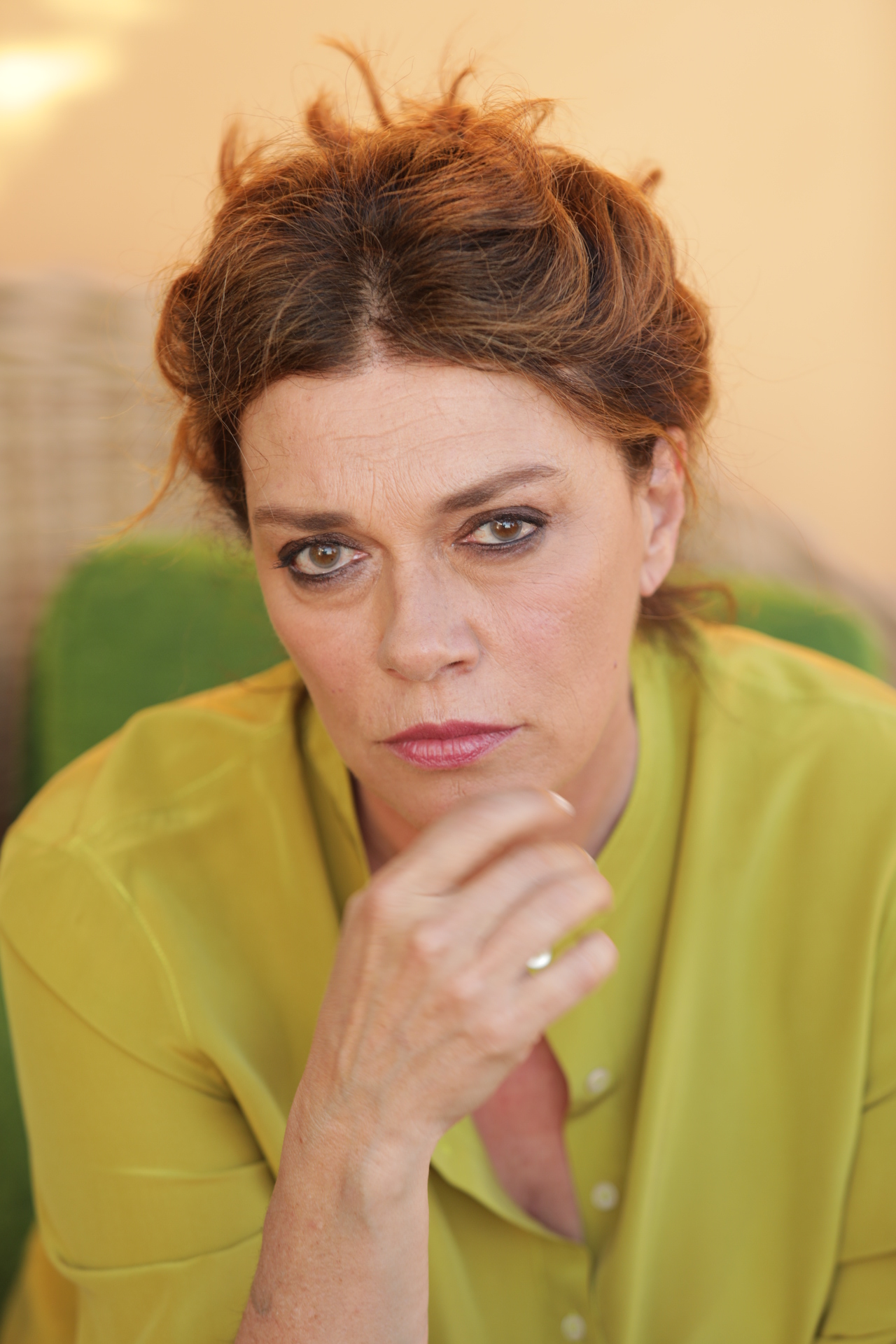
Carolina Rosi

Carolina Rosi (Roma, 26 dicembre 1965) è un'attrice italiana.

## Biografia
È figlia del regista Francesco Rosi e di Giancarla Mandelli, sorella di Mariuccia, la stilista Krizia. Nel 1982 si diploma alla St. George's British International School di Roma, sostenendo gli esami a Oxford e superandoli con il massimo dei voti. Dopo aver lavorato tra il 1982 e il 1984 a Milano come disegnatrice stilista a fianco di Krizia, si iscrive all'Accademia nazionale d'arte drammatica "Silvio D'Amico", diplomandosi nel 1988.
Nel 1993, mentre lavora in teatro come aiuto regista di Lina Wertmüller, conosce l'attore e regista Luca De Filippo. I due non si lasceranno più e si sposeranno nel 2013. Due anni dopo il matrimonio, a Luca viene diagnosticato un tumore al cervello che lo porta a morte in pochi mesi. Carolina Rosi assume la direzione della "compagnia Luca De Filippo" e viene designata presidente onoraria della "Fondazione Eduardo De Filippo" che ha presieduto dal 2015 al 2018. Oggi dirige la "Elledieffe", società che si occupa delle produzioni teatrali, e la società "Andiamo Avanti Productions" che, tra le sue attività, prevede anche la produzione di documentari e di pubblicazioni per la valorizzazione del patrimonio filmico e documentale del padre, Francesco Rosi.

### Carriera
Il suo debutto in teatro avviene con l'Accademia d'arte drammatica nell'anno 1986-1987, con lo spettacolo La morte innamorata, favola morale di Fabio Glissenti, messa in scena al Teatro di documenti di Roma, con la regia di Luca Ronconi. Nel 1987 inizia la carriera cinematografica come attrice nel film Cronaca di una morte annunciata, tratto dal romanzo omonimo di Gabriel García Márquez e diretto dal padre, Francesco Rosi.
Negli anni successivi continua a lavorare sia nell'ambito teatrale sia in quello cinematografico e televisivo. Nel 1987 partecipa al film Ti presento un'amica, regia di Francesco Massaro; nel 1988 interpreta il ruolo di Patrizia in Pigmalione 88, con Franco Nero ed Elsa Martinelli, regia di Flavio Mogherini; nel 1989 è Miriam ne Il colore dell'odio di Pasquale Squitieri, alla cui sceneggiatura partecipa anche Nanni Balestrini. Continua a misurarsi con il cinema del padre che la dirige in Dimenticare Palermo (1990), nel quale recita a fianco di James Belushi e Mimi Rogers. Recita in Francia nel 1991 in Nenetchaiev est de retour, con Yves Montand e la regia di Jacques Deray e in Au nom du pere et du fils di Patrice Noia. Numerose sono le sue esperienze televisive: nel 1992 in Germania è con Elsa Martinelli tra gli interpreti di A cavallo della fortuna, con la regia di Michael Mayer. Nel 1993 partecipa alla miniserie TV tratta dalla Bibbia, Abramo di Joseph Sargent, con Richard Harris. Nello stesso anno è Corinna nella serie La famiglia Ricordi, con la regia di Mauro Bolognini, e nel 1994 è Silvia in Voci notturne, scritta da Pupi Avati con la regia di Fabrizio Laurenti.
In teatro, nel 1990 recita insieme a Guidarello Pontani in Seconda natura di Luca Archibugi, che firma anche la regia. Nel 1993 è aiuto regista e attrice nello spettacolo L'esibizionista, scritto e diretto da Lina Wertmüller, con l'interpretazione di Luca De Filippo e Athina Cenci; lavora con Glauco Mauri nel 1994 per la messa in scena di Edipo Re ed Edipo a Colono di Sofocle; ancora con Luca De Filippo ne Il contratto e Uomo e galantuomo, commedie di Eduardo De Filippo, e Penziere mieje  - tratto da riflessioni, poesie e pensieri dello stesso Eduardo - nelle stagioni 1994-1995.

Carolina Rosi nel 1993

Nel 1997 interrompe la sua attività teatrale per affiancare Francesca Archibugi nel film L'albero delle pere e Francesco Rosi nel suo ultimo lavoro cinematografico La tregua. Dal 1999 è di nuovo in teatro sia come attrice che come aiuto regista insieme a Luca De Filippo con il quale andrà avanti, oltre che con l'unione sentimentale, anche con una collaborazione artistica intensa e proficua. Tra i titoli messi in scena: Il suicida di Nikolaj Ėrdman, nell'adattamento di Michele Serra e la regia di Armando Pugliese; La scala di seta di Gioachino Rossini; Aspettando Godot di Samuel Beckett; Resisté di Indro Montanelli, e inoltre L'arte della commedia; Le bugie con le gambe lunghe e La grande magia di Eduardo De Filippo. Nel 2002 lavora con Armando Pugliese per La palla al piede di Georges Feydeau di cui cura, con Luca De Filippo, traduzione ed adattamento. Dal 2003 al 2008 affianca Francesco Rosi nell'allestimento della trilogia teatrale di Eduardo De Filippo: Napoli milionaria!, Le voci di dentro (in cui è anche attrice) e Filumena Marturano. Nel 2013, per la regia di Pugliese, interpreta Filomena Grifone in Sogno di una notte di mezza sbornia. Nella stagione 2015-2016 con la compagnia di teatro di Luca De Filippo porta in scena l'ultima regia di Luca, Non ti pago! di Eduardo De Filippo, con Gianfelice Imparato; per la stagione 2016-2017, 2018-2019 viene allestita la commedia di Eduardo Questi fantasmi!, con la regia di Marco Tullio Giordana. Nella stagione 2019-2020 la compagnia Luca De Filippo porta sul palcoscenico Ditegli sempre di sì, con la regia di Roberto Andò.
Nel 2016 le viene conferito il "premio speciale per il teatro Nuccia Fumo-Antonio Allocca". Nel 2017 vince il premio Mitreo Film Festival; le viene assegnato il premio Pavoncella alla creatività femminile per l’impegno per il teatro (VI edizione) e riceve il "premio Persefone come migliore attrice del teatro di prosa" (XVI edizione). Nello stesso anno promuove la pubblicazione del volume: Francesco Rosi I 199 giorni del Che. Diario di un film sulle tracce del rivoluzionario, a cura di Maria Procino, (Rizzoli 2017). Il 29 maggio 2018 ha presentato al Teatro di San Carlo di Napoli il "premio letterario Matilde Serao". Il 5 settembre 2019 presenta alla 76ª Mostra internazionale d'arte cinematografica di Venezia, il documentario Citizen Rosi di cui è regista insieme a Didi Gnocchi. Il film vince il premio Pasinetti assegnato dai Giornalisti Cinematografici SNGCI. Il 27 novembre dello stesso anno le viene assegnato il "premio Minerva alle Arti" (XXX Edizione): il premio si svolge sotto l'Alto Patronato della presidenza della Repubblica. Il 25 agosto 2021 riceve il "premio San Ginesio all'arte dell'attore".
Nella stagione 2024-2025 Carolina torna sulla scena teatrale insieme a Conchita De Gregorio e Mariangeles Torres  nella commedia: L'origine del mondo ritratto di un interno, scritto e diretto da Lucia Calamaro.

## Filmografia

### Cinema
- Cronaca di una morte annunciata, regia di Francesco Rosi (1987)
- Ti presento un'amica, regia di Francesco Massaro (1987)
- Pigmalione 88, regia di Flavio Mogherini (1988)
- Il colore dell'odio, regia di Pasquale Squitieri (1989)
- Dimenticare Palermo, regia di Francesco Rosi (1990)
- Netchaïev est de retour, regia di Jacques Deray (1991)
- Au nom du père et du fils, regia di Patrice Noïa (1992)
- Peperoni ripieni e pesci in faccia, regia di Lina Wertmüller (2004)
- Citizen Rosi, regia di Didi Gnocchi e Carolina Rosi (2019)
- Fuori, regia di Mario Martone (2025)

### Televisione
- Abramo (Abraham), regia di Joseph Sargent – miniserie TV, 2 puntate (1993)
- A cavallo della fortuna (Alles Glück dieser Erde) – serie TV (1994)
- La famiglia Ricordi, regia di Mauro Bolognini – miniserie TV, 4 puntate (1995)
- Voci notturne, regia di Fabrizio Laurenti – miniserie TV, 5 puntate (1995)

## Teatro
- La morte innamorata di Fabio Glissenti regia di Luca Ronconi (attrice) (1986-1987)
- Seconda natura, regia di Luca Archibugi (aiuto regista) (1990)
- L'esibizionista di Lina Wertmüller, regia di Lina Wertmüller (attrice e aiuto regista) (1993-1995)
- Il contratto di Eduardo De Filippo, regia di Luca De Filippo (attrice e aiuto regista) (1994-1996)
- Penziere mieje di Eduardo De Filippo, regia di Luca De Filippo (aiuto regista) (1995-1997)
- Il suicida, libero adattamento di Michele Serra da Nikolaj Robertovič Ėrdman, regia di Armando Pugliese (attrice) (1999-2000)
- L'arte della commedia di Eduardo De Filippo, regia di Luca De Filippo (aiuto regista) (2000-2002)
- Aspettando Godot di Samuel Beckett, traduzione di Carlo Fruttero, regia di Luca De Filippo (aiuto regista) (2001-2002)
- Resisté di Indro Montanelli, regia di Luca De Filippo (aiuto regista) (2001-2002)
- Penziere mieje di Eduardo De Filippo, regia di Luca De Filippo, musiche di Antonio Sinagra (aiuto regista) (2002-2003)
- La palla al piede di Georges Feydeau, traduzione e adattamento di Carolina Rosi e Luca De Filippo, regia di Armando Pugliese (2002-2003)
- Napoli milionaria! di Eduardo De Filippo, regia di Francesco Rosi (aiuto regista) (2003-2006)
- Le voci di dentro di Eduardo De Filippo, regia di Francesco Rosi (attrice e aiuto regista) (2006-2009)
- Filumena Marturano di Eduardo De Filippo, regia di Francesco Rosi (aiuto regista) (2008-2010)
- Le bugie con le gambe lunghe di Eduardo De Filippo, regia di Luca De Filippo (attrice e aiuto regista) (2010-2012)
- La grande magia di Eduardo De Filippo, regia di Luca De Filippo (attrice e aiuto regista) (2012-2013)
- Sogno di una notte di mezza sbornia di Eduardo De Filippo, regia di Armando Pugliese (attrice) (2013-2015)
- Non ti pago di Eduardo De Filippo, regia di Luca De Filippo (attrice) (2015-2016)
- Questi fantasmi! di Eduardo De Filippo, regia di  Marco Tullio Giordana (attrice) (2016-2017; 2018-2019)
- Ditegli sempre di sì di Eduardo De Filippo, regia di Roberto Andò (attrice) (2019-2020)
- L'origine del mondo ritratto di un interno scritto e diretto da Lucia Calamaro (attrice) (2024-2025)